# Piotrków Trybunalski
Piotrków Trybunalski er den næststørste by voivodskabet Łódzkie i Polen. Den har 68.978(2021) indbyggere.

## Byer ved Piotrków Trybunalski
- Tomaszów Mazowiecki
- Bełchatów
- Radomsko
- Sulejów
- Tuszyn
- Przedbórz
- Zelów
- Kamieńsk
- Częstochowa
- Łask

## Landsbyer ved Piotrków Trybunalski
- Dąbrowa nad Czarną
- Skotniki
- Spała
- Gorzkowice